# François Oudin
Pour les articles homonymes, voir Oudin.

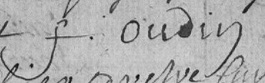
Signature du jeune François Oudin le 13 février 1682 lors du baptême de sa sœur, Marguerite Oudin, à Vignory.

François Oudin est un jésuite, né le 1er novembre 1673, à Vignory (Haute-Marne) et mort à Dijon le 28 avril 1752. Fils d'honorable homme François Oudin, marchand hostelier, échevin de Vignory, et de Marie Lebrun, et petit-fils de Thierry Oudin, marchand bonnetier à Vignory et de Nicole Fuselier. Il était le neveu de Jean Thériat, originaire de Troyes et installé à Vignory comme marchand bonnetier, dont la famille est bien connue à Vignory (recherches généalogiques Emmanuel Laporte Livenais)

## Biographie
Il savait six langues. Il composa plusieurs poésies latines qui parurent dans les Poemata didascalica de d'Olivet et commença la Bibliothèque latine des écrivains de la Société de Jésus (par ordre alphabétique) ; il en acheva les premières lettres, ainsi qu'environ 700 notices.

## Source
Cet article comprend des extraits du Dictionnaire Bouillet. Il est possible de supprimer cette indication, si le texte reflète le savoir actuel sur ce thème, si les sources sont citées, s'il satisfait aux exigences linguistiques actuelles et s'il ne contient pas de propos qui vont à l'encontre des règles de neutralité de Wikipédia.